# Ahigal
Ahigal è un comune spagnolo di 1 602 abitanti situato nella comunità autonoma dell'Estremadura.